# Ronnie Hellström
Ronnie Carl Hellström (født 21. februar 1949 i Malmö, Sverige, død 6. februar 2022) var en svensk fodboldspiller, der spillede som målmand. Han repræsenterede det svenske landshold ved tre VM-slutrunder (1970, 1974 og 1978), og nåede i alt at spille 77 landskampe.
Hellström spillede på klubplan for Hammarby IF og GIF Sundsvall i hjemlandet, samt for Kaiserslautern i Tyskland. For Kaiserslautern nåede han at spille hele 266 kampe i Bundesligaen. Han blev i både 1971 og 1978 kåret til Årets fodboldspiller i Sverige.